# Повний сніданок

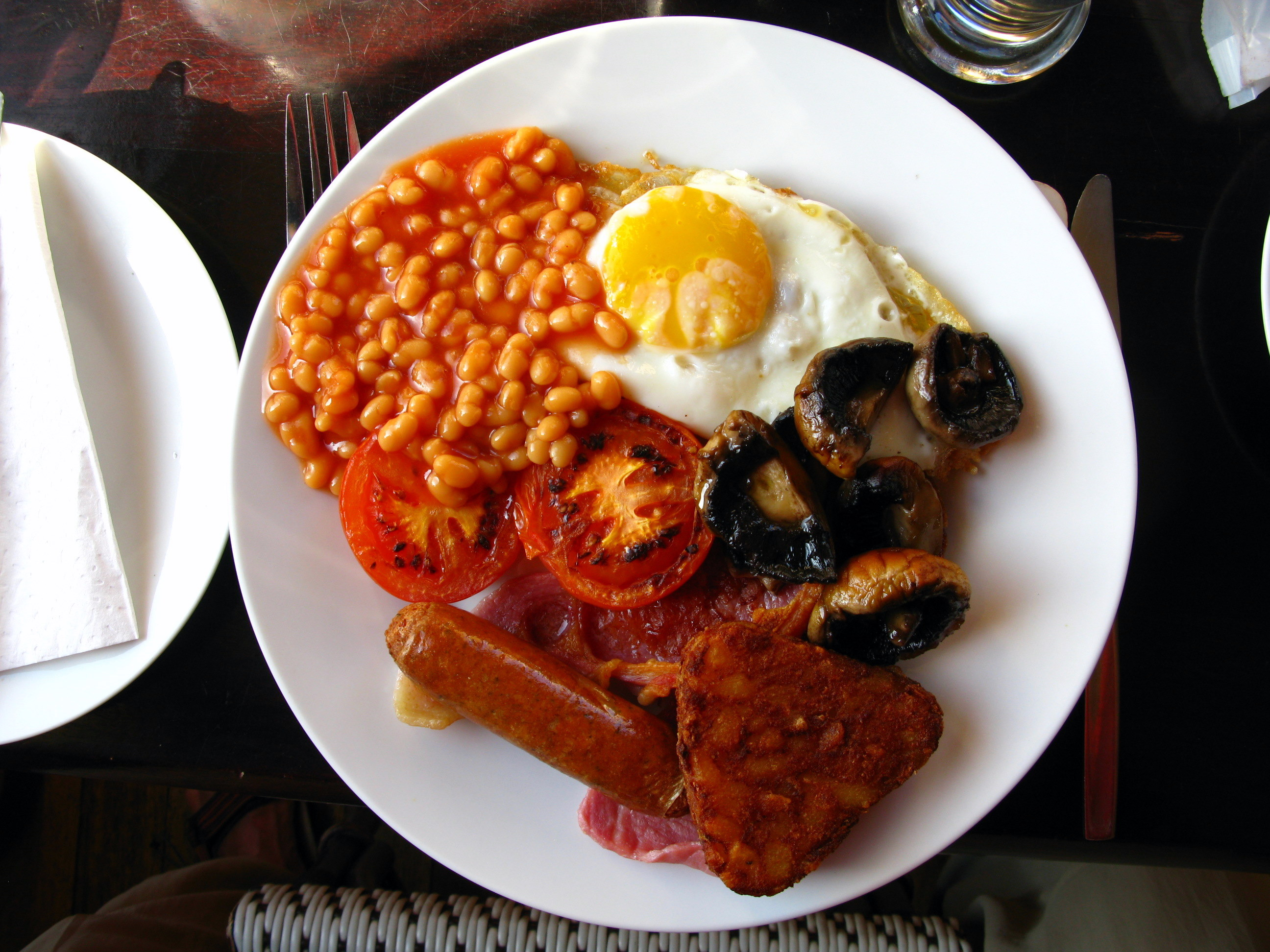
Повний англійський сніданок, що складається з бекону, смаженого яйця, ковбаси, грибів, запеченої квасолі, тостів, смажених помідорів і смажених на грилі.

«Повний сніданок» — це насичений сніданок, який часто подають у Великій Британії та Ірландії. Типовими інгредієнтами є бекон, сосиски, яйця, пудинг, печена квасоля, помідори, гриби, тости, смажений хліб та такі напої, як кава або чай. Хліб із повною злаковою мукою є стандартним, але нетрадиційним включенням. Інгредієнти можуть виходити за межі цих або включати регіональні варіанти, які часто можуть називатися різними назвами залежно від регіону. Хоча в розмовній мові в більшості районів Сполученого Королівства та Ірландії його називають «смаженою стравою», зазвичай його називають «повним англійським» (часто «повним англійським сніданком»), «повним ірландським», «повною шотландською», «повною валлійською» та «ольстерською малькою» в Англії, Республіці Ірландія, Шотландії, Уельсі та Північній Ірландії відповідно.

## Історія та популярність
Багато інгредієнтів повноцінного сніданку мають давню історію, але «великі приготовані сніданки не фігурували в англійському побуті та літературі до XIX століття, коли вони з'явилися надзвичайно раптово». На Британських островах та в Ірландії ранні сучасні сніданки часто складалися з хліба, який подавався з джемом або медом, або вівсяних пластівців, каші чи кастрюлі. Яйця та бекон почали з’являтися на сніданках у сімнадцятому столітті, але це були не єдині види м’яса, які споживали на сніданках того часу. Зростаюча популярність сніданку була тісно пов'язана з розвитком чаю як популярного ранкового напою. Варто відзначити щедрі сніданки аристократії, які зосереджувалися на місцевому м'ясі та рибі з їхніх заміських маєтків.
Смажений сніданок став популярним у Великій Британії та Ірландії в епоху Вікторії. Кулінарні книги відіграли важливу роль у визначенні інгредієнтів повноцінного сніданку в цей час, а повноцінний сніданок з'явився у бестселері Ізабелли Бітон «Книга домашнього господарства» (1861). Цей новий повноцінний сніданок був скороченою версією сільських сніданків для вищого класу, доступною для середнього класу, що формувався, і його можна було приготувати та спожити за коротший час перед робочим днем. Повний сніданок досяг свого піку популярності в едвардіанській Британії, і, незважаючи на занепад після нестачі їжі під час Другої світової війни, нові технології зберігання та приготування їжі дозволили йому стати основним продуктом робітничого класу у 1950-ті роки. З того часу популярність повного сніданку як щоденного прийому їжі зменшилася через уявні занепокоєння здоров'ям і його тривале приготування порівняно зі сніданками з напівфабрикатів. Однак їжа залишається популярною як випадковий, святковий або традиційний сніданок.

## Великобританія та Ірландія

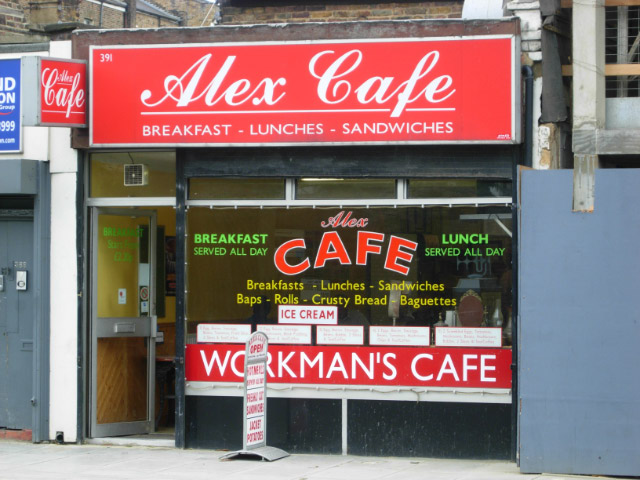
Британське кафе (наприклад, це в Іслінгтоні, Лондон, з табличкою «сніданок подається весь день») зазвичай подає повний сніданок протягом дня.

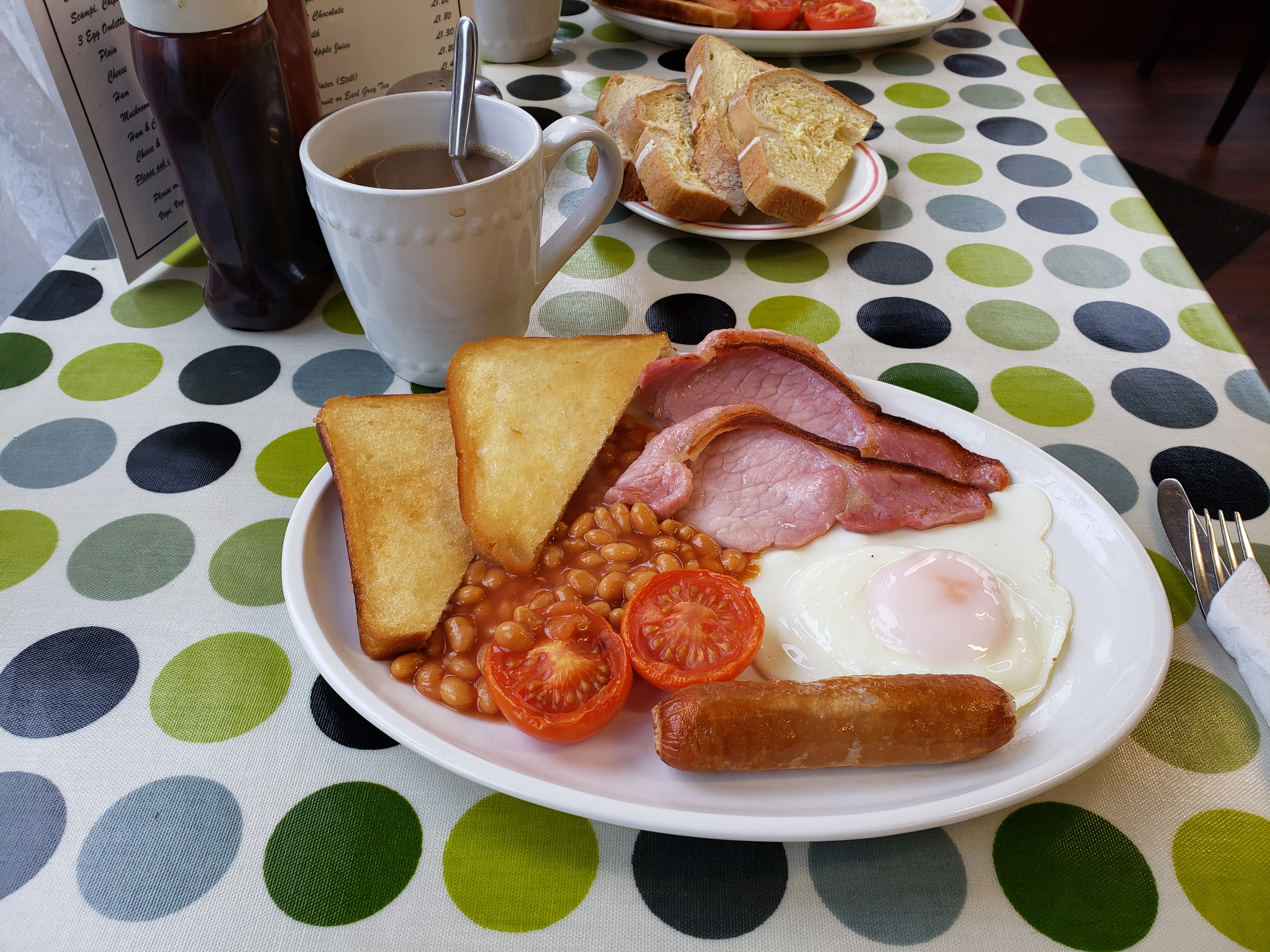
Повний англійський сніданок зі смаженим хлібом подають у кафе Belchers у Брайтоні

### Варіанти за країнами та регіонами

#### Англія
Не існує фіксованого меню або набору інгредієнтів для повноцінного сніданку. Зазвичай традиційний англійський сніданок включає бекон (смажений або ковбаски, зазвичай свинини), яйця (смажені, пашот або омлет), смажені або помідори на грилі, смажені гриби, хліб (обидва або смажений хліб і тости), чорний пудинг і печену квасолю. Бульбашки та писк є традиційним акомпанементом, але тепер його частіше замінюють коричневими.
Опитування, проведене YouGov у 2017 році, показало, що понад 50% «ідеальних» повних англійських сніданків містять такі продукти: бекон; ковбаса; квасоля; хліб (тостовий або смажений); яйця (смажені, омлет або пашот); оладки; гриби (смажені або на грилі); і помідори (смажені, смажені або консервовані). Чорний пудинг був найменш популярним серед традиційних інгредієнтів, його вибирали в 35% випадків, а 26% людей включали або чіпси, або смажену картоплю.
Змащені маслом тости, джем або мармелад часто подають наприкінці трапези, хоча тости, як правило, можуть бути доступні протягом усієї трапези.

#### Ірландія

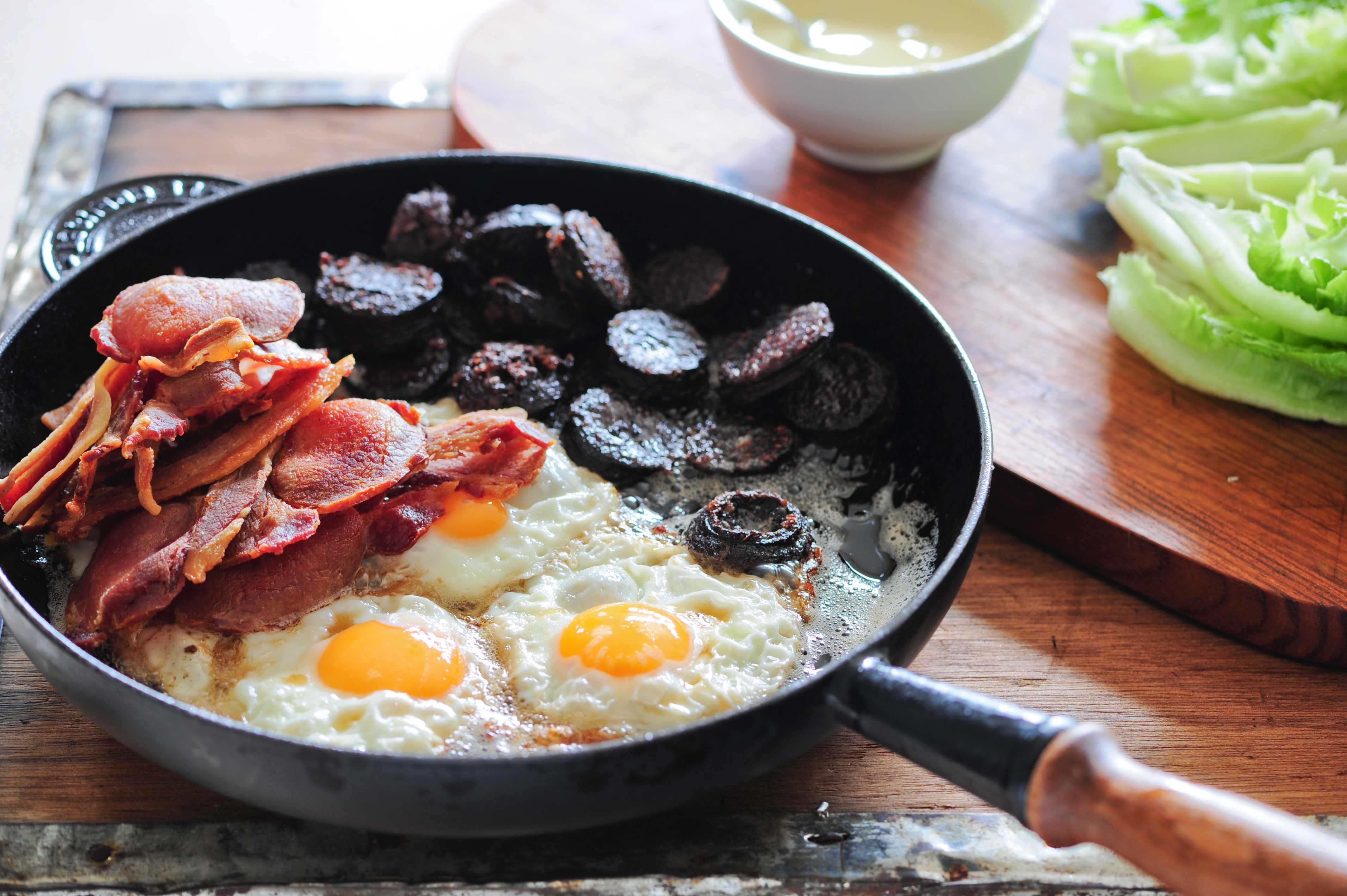
Повний ірландський сніданок

В Ірландії часто включають коричневий содовий хліб, смажену картоплю фарлс, білий пудинг і боксті.
«Рулет на сніданок», що складається з елементів повного сніданку, що подається у французькому рулеті, став популярним в Ірландії завдяки тому, що його можна легко з’їсти дорогою до школи чи на роботу. Булочки на сніданок можна придбати на багатьох автозаправних станціях і в магазинах по всій Ірландії.

#### Ольстер

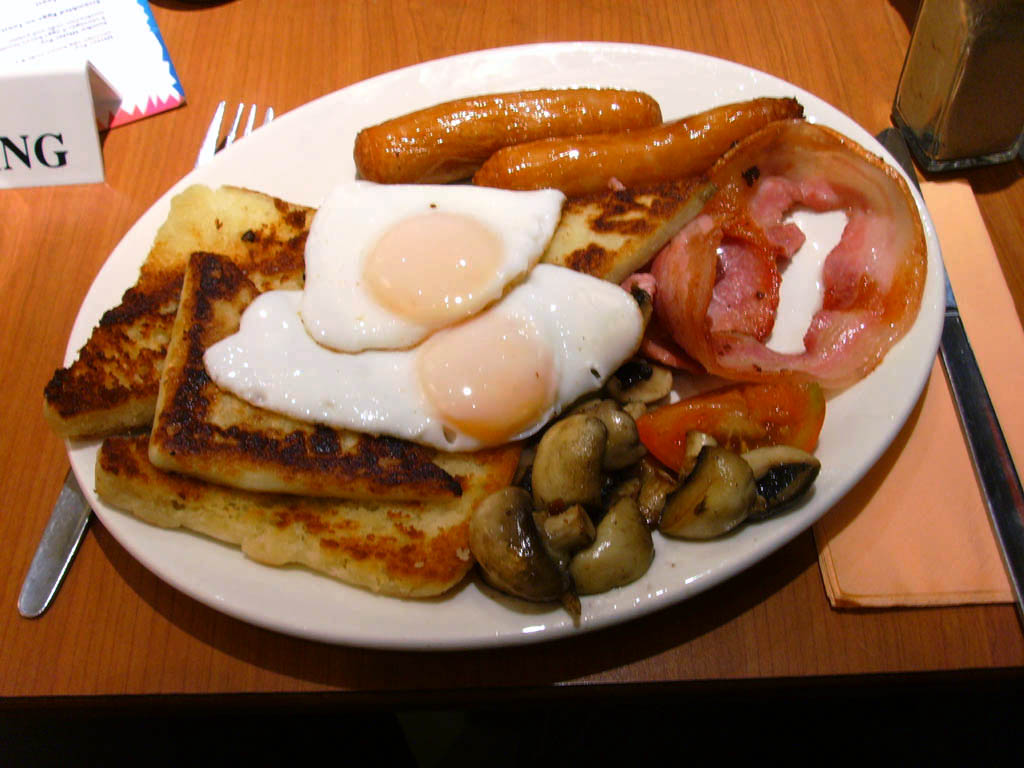
Ольстерська картопля подається в Белфасті, Північна Ірландія. Картопляний хліб знаходиться під яйцями, а содовий хліб (сода фарл) внизу.

В Ольстері, північній провінції Ірландії, варіант «Ольстерської картоплі» популярний по всій провінції, головним чином у Північній Ірландії, частинах графства Донегал, північному графстві Монаган і деяких частинах північного графства Каван, де його їдять не лише під час сніданку, але й впродовж дня. Це, як правило, включає содовий хліб farls і картопляний хліб.

#### Шотландія

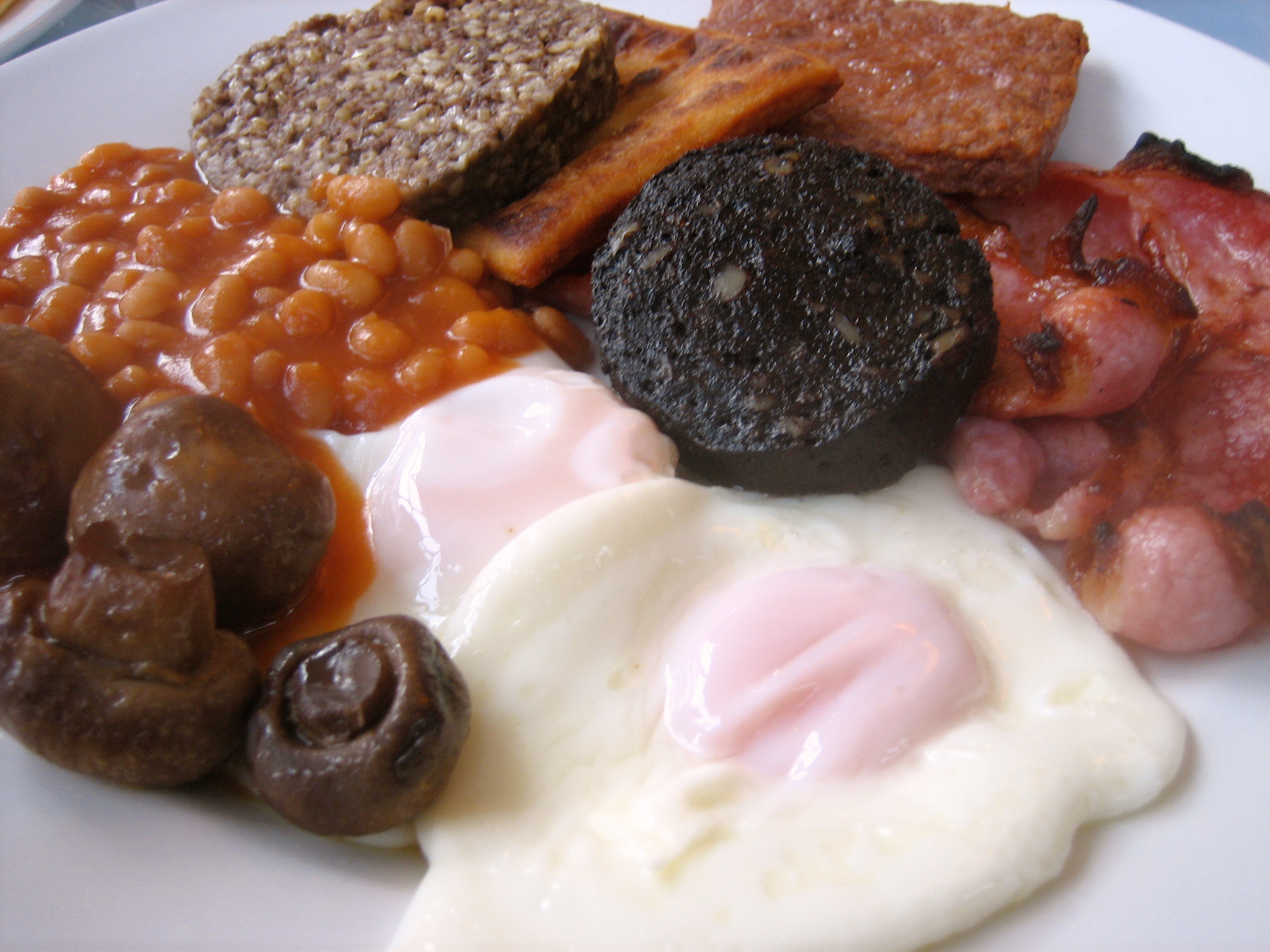
Схожа шотландська альтернатива

У Шотландії зустрічаються типові шотландські складові повного сніданку, включаючи сторновейський чорний пудинг, ковбасу Лорн (іноді відому як «квадратну ковбасу» через її традиційну форму), айрширський середній бекон і булочки татті. Також іноді до складу входять хаггіс, білий пудинг, фруктовий пудинг або вівсяні коржі.
У ранніх виданнях «Словника фраз і байок Брюера» шотландський сніданок називався «значним сніданком, який складається з різноманітних корисних речей для їжі та пиття».

#### Уельс
Двома ключовими інгредієнтами, які відрізняють валлійський сніданок від інших «повних» варіацій, є півники (валлійська cocs) і лавербред (валлійська bara lafwr або bara lawr) (їстівне пюре з водоростей, яке часто змішують з вівсяними пластівцями та смажать). Традиційним сніданком для шахтарів на вугільному родовищі Південного Уельсу був смажений умивальник із куклами та беконом, але сніданок також міг включати валлійські ковбаски, гриби та яйця.

### Північна Америка
Цей стиль сніданку був привнесений ірландськими та британськими іммігрантами до Сполучених Штатів і Канади, де він і залишився популярним.

### Гонконг
Кілька закладів у Гонконзі пропонують сніданок або пізній сніданок протягом усього дня, і це може бути поєднанням страв англійської та північноамериканської кухні, від традиційних ресторанів до закладів з доступними цінами.